# Imamovići
Imamovići (cyr. Имамовићи) – wieś w Bośni i Hercegowinie, w Republice Serbskiej, w mieście Sarajewo Wschodnie, w gminie Sokolac. W 2013 roku liczyła 22 mieszkańców.